# Henricia derjugini
Henricia derjugini är en sjöstjärneart som beskrevs av Alexander Michailovitsch Djakonov 1950. Henricia derjugini ingår i släktet Henricia och familjen krullsjöstjärnor. Inga underarter finns listade i Catalogue of Life.